# Condado de Graves
O Condado de Graves é um dos 120 condados do estado americano de Kentucky. A sede do condado é Mayfield, e sua maior cidade é Mayfield. O condado possui uma área de 1 441 km² (dos quais 2 km² estão cobertos por água), uma população de 37 028 habitantes, e uma densidade populacional de 26 hab/km² (segundo o censo nacional de 2000). O condado foi fundado em 1824. O condado proíbe a venda de bebidas alcoólicas.